# Sainte-Marie, Ille-et-Vilaine
Sainte-Marie (tiếng Breton: Lokmaria-Redon) là một xã của tỉnh Ille-et-Vilaine, thuộc vùng Bretagne, miền tây bắc nước Pháp.

## Dân số
Người dân ở Sainte-Marie được gọi là Samaritains.
| 1962                                            | 1968 | 1975 | 1982 | 1990 | 1999 | 2006 |
| ----------------------------------------------- | ---- | ---- | ---- | ---- | ---- | ---- |
| 1181                                            | 1228 | 1224 | 1323 | 1322 | 1412 | 1813 |
| Starting in 1962: Population without duplicates |      |      |      |      |      |      |